# Erling Viksjø
Erling Viksjø (4. juli 1910 i Trondheim – 2. december 1971 i Oslo) var en norsk arkitekt, kendt for en række signalbygninger, såsom regeringskvartalet i Oslo og rådhuset i Bergen.

## Liv og virke
Viksjø tog studentereksamen ved Trondheim katedralskole i 1930 og tog diplom ved arkitektlinjen på Norges tekniske højskole (NTH) i 1935. Hans årgang var blandt de første ved NTH, der fik en modernistisk arkitekturundervisning. Fra 20. april 1944 til maj 1945 sad Viksjø i tysk fangenskab på Grini. I 1946 startede han sit eget arkitektkontor, fra 1967 under navnet Viksjø arkitekter as, og i dag drevet af hans søn Per Viksjø. Højhuset i regeringskvartalet stod færdigt med 12 etager i 1958, og det var sønnen Per, der i 1990 forhøjede det med to etager.

## Naturbeton
I samarbejde med civilingeniør Sverre Jystad tog Viksjø i 1955 patent på "naturbeton", dvs beton tilsat elvegrus, der sandblæses, så naturstenen kommer til syne. Natursten som materiale var katastrofalt på Bergen rådhus, rejst i årene 1971-74. Allerede i 2012 kunne der konstateres "betonsyge" i facaden, der var i færd med at smuldre op. Betonsyge opstår, når der dannes revner, så vand trænger ind til armeringsstålet, der ruster. I 2018 fandt man også asbeststøv i Bergen rådhus. De 275 ansatte ved rådhuset måtte forlade arbejdspladsen med én dags varsel, da man samme år opdagede svækket bæreevne i bygningens betonsøjler.
Bergen rådhus er ved afstemning i befolkningen kåret til Bergens grimmeste bygning.

## Projekter
Opførelsen af regeringskvartalet i Oslo i 1950'erne var Viksjøs første store opdrag, efter at han startede sit eget kontor, og regnes som hans hovedværk. Bygningens udsmykning var overladt blandt andre Carl Nesjar i samarbejde med Picasso. Beliggenheden medførte rivning af flere av Norges vigtigste empirebygninger: Militærhospitalet fra 1807 af Christian Collett, Fødselsstiftelsen fra 1829 og Rikshospitalet fra 1842 af Christian Heinrich Grosch. Dette vakte store protester. Viksjø tegnede et forslag, hvorved de ældre bygninger kunne blive stående; men dette blev forkastet af byggekomitéen, og de historiske bygninger jævnet med jorden.
I Bergen vidste man derfor, hvad man kunne vente sig, da Viksjø i 1953 vandt konkurrencen om Bergens nye rådhus, i konkurrence med 60 andre arkitekter. Vinderudkastet indeholdt også flere lave huse, der ligesom i Oslo ville medføre rivning af områdets historiske bygninger. Det fik man i Bergen forhindret. I januar 1970 arrangeredes en tre dage lang protestaktion mod Viksjøs højhusbyggeri, hvor folk sto i kø for at underskrive. Henved 90 arkitekter - deriblandt Egill Reimers - underskrev et protestbrev til Bergen kommune om den helt afstikkende stil, der gjorde Viksjøs rådhus til et meget skæmmende indslag i bybilledet.
Opførelsen af rådhuset blev først påbegyndt i 1971. Da Viksjø døde i december samme år, fik han aldrig set det færdig opført (1974). Efter at de ansatte i 2018 måtte forlade rådhuset for rehabilitering, tog flere til orde for at få det revet. Senere stod man fast på rehabilitering, selv om dette vil koste 77,8 millioner NOK mere end først antaget. At rive og bygge et nyt rådhus blev anslået at koste 920 millioner NOK, mens rehabilitering af rådhuset er anslået at koste 540 millioner NOK og vil forlænge bygningens levetid med 50 år.